# معركة كوبريس (1992)
معركة كوبريس كانت معركة في حرب البوسنة والهرسك دارت بين قوة الدفاع الإقليمي لكروات البوسنة والهرسك بدعم من الجيش الكرواتي من جانب وجيش يوغوسلافيا الشعبي مدعوما من قبل صرب البوسنة والهرسك على الجانب الآخر في هضبة كوبريس في 3-11 أبريل 1992. أثناء القتال في 8 أبريل أعيد تنظيم كروات البوسنة والهرسك إلى مجلس الدفاع الكرواتي. كان الهدف من المعركة هو السيطرة على هضبة كوبريس الإستراتيجية وهي طريق إمداد رئيسي.
بدأت الأطراف المتعارضة في جلب تعزيزات إلى هضبة كوبرس في 5 مارس لتقوية المواقف التي تمسك بها حول المستوطنات الفردية التي تسكنها مجموعات عرقية مختلفة والاتصالات بين تلك المواقع والطرق المؤدية من الهضبة إلى الشمال والجنوب. كانت أجزاء مختلفة من مدينة كوبرس تحت سيطرة القوات المعارضة بينما كانت الأراضي المجاورة المحيطة بالبلدة تحت سيطرة كروات البوسنة والهرسك. في المقابل كانت تلك المنطقة محاطة بالأراضي التي يسيطر عليها صرب البوسنة. وبحلول نهاية الشهر تم إجلاء غالبية المدنيين الذين يعيشون في المنطقة. في 2 أبريل فشلت المفاوضات لنزع فتيل الموقف بينما استمرت التعزيزات في الوصول. بدأت المعركة في اليوم التالي. في كوبريس نفسها حقق كروات البوسنة والهرسك مكاسب إقليمية طفيفة في 4-5 أبريل قبل أن يتمكن جيش يوغوسلافيا الشعبي من التقدم إلى ضواحي المدينة في اليوم التالي. دخل جيش يوغوسلافيا الشعبي كوبريس بعد ظهر يوم 7 أبريل وفي الأيام القليلة التالية ونجحت في طرد القوات الكرواتية من الهضبة. جاء هذا الاختراق بعد أن تم تعزيز المشاة الذين تم نشرهم في الأصل في المعركة بكتيبة مدرعة منتشرة من كنين.
أعاقت القوات الكرواتية عدم كفاية هيكل القيادة وضعف التنسيق والافتقار إلى الأسلحة الثقيلة. أسفرت المعركة عن مقتل أكثر من 200 قتيل وإنشاء خطوط تحكم ستبقى دون تغيير حتى عام 1994 عندما استعاد مجلس الدفاع الكرواتي الهضبة. في عام 2012 اتهمت سلطات جمهورية صرب البوسنة سبعة من الكروات بارتكاب جرائم حرب على الهضبة ضد المدنيين وأسرى الحرب. في العام التالي اتهمت السلطات الكرواتية 21 من أعضاء جيش يوغوسلافيا الشعبي السابقين بارتكاب جرائم حرب ضد سجناء مجلس الدفاع الكرواتي الذين تم أسرهم في هضبة كوبريس.

## الخلفية
عندما انسحب جيش يوغوسلافيا الشعبي من كرواتيا بعد تنفيذ خطة فانس أعيد تنظيمه ليصبح جيشا جديدا لصرب البوسنة. أعقبت إعادة التنظيم إعلان جمهورية البوسنة والهرسك الصربية في 9 يناير 1992 قبل استفتاء 29 فبراير - 1 مارس 1992 بشأن استقلال البوسنة والهرسك. وقد استشهد الصرب البوسنيون بهذا الإعلان لاحقا كذريعة لحرب البوسنة والهرسك. بدأ صرب البوسنة في تحصين العاصمة سراييفو ومناطق أخرى في 1 مارس. في اليوم التالي سُجلت أولى الوفيات في الحرب في سراييفو ودوبوي. في 27 مارس قصفت القوات الصربية البوسنية بوسانسكي برود بالمدفعية ورسمت معبرا حدوديا للجيش الكرواتي اللواء 108 ردا.
تنازع صرب البوسنة والكروات على السيطرة على منطقة كوبريس. قبل الحرب كان الأول يمثل غالبية السكان في هضبة كوبريس التي تضم ما مجموعه 51 في المائة من سكانها بينما كان الكروات يمثلون 39 في المائة. نشر جيش يوغوسلافيا الشعبي وحدة مدرعة مقرها في موستار إلى الهضبة في مايو 1991. انتقل الجزء الأكبر من القوة إلى كنين بعد ثلاثة أشهر بينما تم إعادة انتشار مجموعة تكتيكية من الفيلق 30 إلى المنطقة العامة حيث انسحبت من سلوفينيا بعد حرب الأيام العشرة. في سبتمبر أنشأ كروات البوسنة والهرسك مقرا لقوة الدفاع الإقليمية الذي أنشأ وحدات المتطوعين المسلحة. بحلول نوفمبر تم تنظيم هذه الوحدات باسم كتيبة كوبريس. تكونت الكتيبة من خمس سرايا وفصيلة مستقلة. وصف تقرير لوكالة المخابرات المركزية الوحدة بأنها «مجموعة منظمة بالكاد من القرويين المحليين وسكان المدن». تم إعاقة تسليح القوات المختلفة بسبب حظر توريد الأسلحة الذي فرضته الأمم المتحدة في سبتمبر 1991. في أوائل عام 1992 كان الفيلق الثلاثين تابع لجيش يوغوسلافيا الشعبي الخامس (بانيا لوكا) وتم تعيين كوبريس كمنطقة مسؤوليتها. الفرقة التي من المحتمل أن تتألف من 2000 جندي فقط كانت تحت قيادة العقيد ستانيسلاف غاليتش. اعتبارا من 19 مارس كان الفيلق الخامس (بانيا لوكا) تحت قيادة الفريق مومير تاليتش.
في أبريل تمكن صرب البوسنة من نشر 200000 جندي ومئات الدبابات وناقلات الجند المدرعة وقطع المدفعية. يمكن لكروات البوسنة والهرسك إرسال ما يقرب من 25000 جندي وحفنة من الأسلحة الثقيلة في حين أن البوشناق كانوا غير مستعدين إلى حد كبير للقتال بما يقرب من 100000 جندي ولكن الأسلحة الصغيرة كانت أقل من نصف عددهم وتقريبا لا توجد أسلحة ثقيلة.

## المقدمة
في 5 مارس طلب جيش صرب البوسنة معدات لشركتين تم حشدهما في قرى حول كوبريس - مالوفان وريليتش ورافنو. كان الدافع وراء التعبئة هو ضعف الاستخبارات العسكرية التي قدمها الفيلق 30. وأشارت إلى وجود الآلاف من قوات الجيش الكرواتي وقوات كروات البوسنة والهرسك بالقرب من كوبريس بدعم من دبابات ليوبارد 1 مأخوذة من وحدة قوامها حوالي 100 ليوبارد يعتقد جيش يوغوسلافيا الشعبي أنه تم تسليمها إلى كرواتيا. ردا على ذلك تم تكليف الفرقة بنشر عناصرها في كوبريس وكليوتش ومركونيتش جراد وسيبوفو ويايتسي وجبل فلاسيتش تولي قيادة صرب البوسنة وصد الهجوم الكرواتي المتوقع. من أجل تحقيق ذلك حشد الفيلق الأول والثالث عشر والتاسع عشر - حيث عينت كوبريس في اللواء التاسع عشر ليكون منطقة المسؤولية الخاصة به. بحلول 23 مارس تلقى اللواء قوات معبأة كافية لإنشاء ثلاث سرايا. كانت مهمتهم المباشرة هي سد الممرات الجبلية في مالوفان وكوبريشكا فراتا. في اليوم التالي قام قائد الفرقة بجولة في الهضبة وأُبلغ أن قوات كروات البوسنة والهرسك كانت تسيطر على قرى أولوفو وعثمانيجي وزلوسيلا بالإضافة إلى كوبريشكا فراتا. في 26 مارس كانت كتيبة صرب البوسنة التابعة للدفاع الإقليمي المتمركزة في مالوفان تابعة للواء الفيلق التاسع عشر. في هذا الوقت كان لدى كلا الجانبين جزء صغير نسبيا من قوتهم داخل كوبريس بينما سيطر كروات البوسنة والهرسك على المنطقة المجاورة للمدينة. سيطر صرب البوسنة وجيش يوغوسلافيا الشعبي سيطرة كاملة على المناطق المحيطة بكروات البوسنة والهرسك.
أقامت الكتيبة المتمركزة في مالوفان أول حاجز لها في 26 مارس وأنشأت كتيبة كوبريس نقاط التفتيش الخاصة بها في اليوم التالي. في 27 مارس فشلت محاولة للتوصل إلى تسوية تفاوضية وأعلن قائد اللواء التاسع عشر أن القتال المسلح قد يبدأ في أي لحظة. دفعت الأنباء إلى إجلاء المدنيين من جميع الأعراق في 27-28 مارس. وفقا للتقرير اليومي للفيلق 30 في 29 مارس كانت هضبة كوبريس مهجورة باستثناء الرجال الأصحاء والمسلحين. وأشار التقرير نفسه إلى أن جيش يوغوسلافيا الشعبي لا يمكنه الانتشار في كوبريس نفسها دون قتال. كان جيش يوغوسلافيا الشعبي مقتنع بأن الجيش الكرواتي قد تدخل في كوبريس لتهديد صرب البوسنة. كانت لكوبرس قيمة إستراتيجية عالية لأنها كانت تقع على جانب الطريق الذي يربط بين مدينتي بوجوينو وتوميسلافغراد من منطقة وسط البوسنة والهرسك إلى غرب الهرسك ثم إلى كرواتيا.

### التعزيزات

المرحلة الأولى من معركة كوبريس.

في 29 مارس قرر الفيلق الخامس (بانيا لوكا) التابع لجيش يوغوسلافيا الشعبي أخذ زمام المبادرة حول كوبريس وإعادة نشر عناصر من الكتيبة الأولى من اللواء الثالث عشر إلى هضبة كوبريس إلى جانب وحدات من الفيلق التاسع (كنين) والفوج الهندسي 293. كما تم نقل سرية من الكتيبة الثالثة من اللواء الثالث عشر إلى الهضبة في اليوم التالي بينما صدرت أوامر لبقية اللواء بالاستعداد للانتقال إلى كوبريس. حشدت كتيبة كوبريس التابعة لقوات الدفاع الإقليمي لكروات البوسنة والهرسك 200 جندي إضافي في كوبريس في نفس اليوم. في 31 مارس وصلت الكتيبة الآلية الأولى المعززة من لواء المشاة الآلي الحادي عشر المأخوذة من الفيلق التاسع (كنين) إلى هضبة كوبريس. تم تعزيز الكتيبة بإضافة بطارية مدفعية مكونة من خمس قذائف هاون عيار 120 ملم (4.7 بوصات) وستة مدافع هاوتزر عيار 105 ملم (4.1 بوصات) وثلاثة مدافع ZiS-3 عيار 76 ملم (3.0 بوصات) وفصيلة من عيار 82 ملم (3.2 بوصة) بنادق عديمة الارتداد.
بعد ظهر يوم 2 أبريل عُقد اجتماع لمدة خمس ساعات للقادة السياسيين المحليين في كوبريس بناء على طلب جيش يوغوسلافيا الشعبي. وكان الغرض من الاجتماع الذي حضره أعضاء مجلس رئاسة البوسنة والهرسك بيليانا بلافسيك وفرانيو بوراس هو نزع فتيل الموقف. بينما كان هناك اتفاق على إنشاء قوة شرطة متوازنة عرقيا في كوبريس وإزالة الحواجز لم يتمكن الطرفان المتعارضان من الاتفاق على دور جيش يوغوسلافيا الشعبي. أراد صرب البوسنة أن تنشر جيش يوغوسلافيا الشعبي في كوبريس نفسها لضمان حمايتهم بينما أرادها كروات البوسنة والهرسك والبوشناق أن تغادر. خلال ذلك اليوم نفسه أمر الفيلق الثلاثين القوات الخاضعة لقيادته بالإضافة إلى التعزيزات الأخيرة بالاستيلاء على كوبريس وكوبريشكا فراتا ثم الحفاظ على أراضيهم ضد الهجمات المضادة الكرواتية المتوقعة. أمرت السلطات الكرواتية البوسنية بتعبئة وحدات الدفاع الإقليمي في المدن القريبة من توميسلاف غراد وبوسوشي مع وجود قوة مدرعة تحت تصرفهم تتكون من دبابتين تي-55 ومدمرتين للدبابات إم36 ومركبة قتال للمشاة من طراز BVP M-80.
كان هناك 100-200 من الجيش الكرواتي في كوبريس خلال المعركة. وكان من بين هؤلاء مجموعة من اللواء 204 بقيادة روبرت زادرو (ابن الراحل بلاغو زادرو القائد السابق للكتيبة الثالثة في اللواء). خلال القتال وصلت عناصر من كتيبة زرنسكي إلى كوبريس بينما وصلت مجموعات صغيرة نسبيا من الجنود من كتيبة فرانكوبان ولواء الحرس الرابع عندما شارفت المعركة على الانتهاء. تم نشر سرية من لواء المشاة 126 لكن من غير الواضح ما إذا كانت شاركت بنشاط في المعركة. كانت هناك أيضا وحدات من قوات الدفاع الكرواتية التي نشأت في توميسلافغراد وبوسيشي والتي شاركت في القتال حول كوبريس. في ذلك الوقت كانت القيادة العامة لقوات كروات البوسنة والهرسك تحت سيطرة العميد ميليفوي بيتكوفيتش.

## التسلسل الزمني

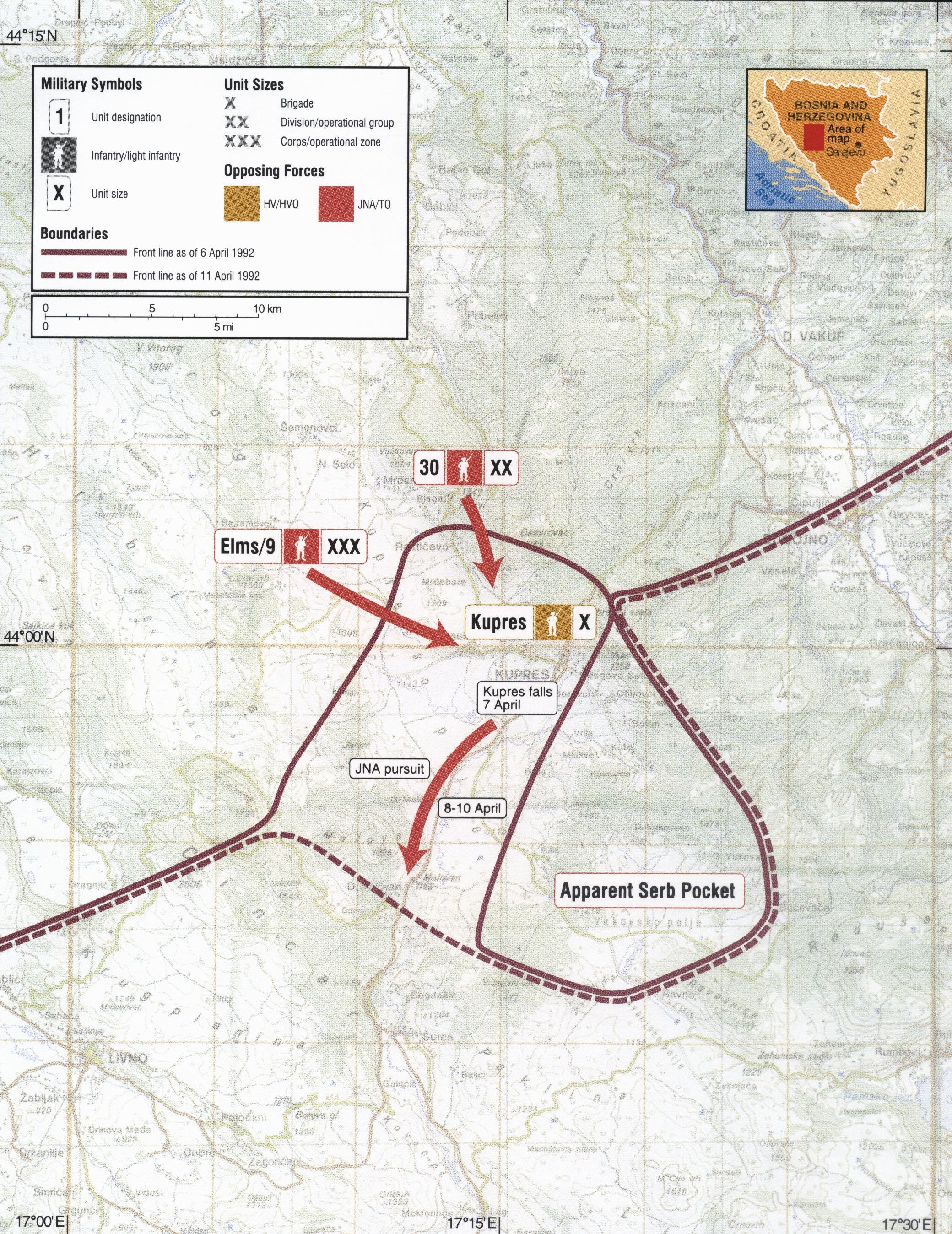
خريطة معركة كوبريس.

### 3 أبريل
وفقا لجيش يوغوسلافيا الشعبي هاجم كروات البوسنة والهرسك في صباح 3 أبريل وصلوا إلى قرية دوني مالوفان وحاصروا نفق كوبريشكا فراتا بحلول الساعة 7:30 صباحا واستولى الكروات على القرية بعد ثلاث ساعات من القتال وتحول القتال باتجاه قرية غورني مالوفان وكوبريس. بحلول نهاية اليوم حوصرت قوة الصرب البوسنيين في غورني مالوفان. أمر جيش يوغوسلافيا الشعبي القوات الجوية اليوغوسلافية بالهجوم بعد أن تلقى تقارير عن ظهور 15 دبابة للجيش الكرواتي في ساحة المعركة. عدل أركان الفيلق 30 الخطط التي تمت صياغتها في اليوم السابق وتقدموا بعناصر اللواء 11 الميكانيكي باتجاه كوبرس عبر زلوسيلا مقابل المواقع التي تشغلها كتيبة كوبريس في الساعة 1:15 ظهرا. ومكن تغيير الخطط عناصر من اللواء 13 من اللحاق بهم بحلول السادسة مساء وتسبب في فشل الهجوم.
بعد أنباء القتال دعا الفيلق الخامس (بانيا لوكا) قواته المنتشرة في غرب سلافونيا لتعزيز الفيلق 30. شعر الفيلق أنه يمكن أن يضعف مواقعه في غرب سلافونيا لأنه كان من المتوقع أن تنتشر قوات حفظ السلام التابعة لقوة الحماية التابعة للأمم المتحدة هناك بحلول نهاية الشهر بناء على خطة فانس. تألفت تلك القوات من كتيبة المتطوعين من الفيلق الخامس وقد تم تعزيزها من قبل كتيبة هاوتزر الثانية من فوج المدفعية المختلط الخامس. تمت إضافة البطارية الأولى من فوج الدفاع الخفيف الخامس للدفاع الجوي إلى الكتيبة.

### 4-5 أبريل
في 4 أبريل استولى الكروات البوسنيون على غورني مالوفان. في الوقت نفسه تلقى الكروات البوسنيون تعزيزات من بوسوشي بالإضافة إلى تعزيزات من بوغوينو وأوسكوبلي. اشتد القتال مع وصول تعزيزات جيش يوغوسلافيا الشعبي. وفر جزء من التعزيزات الكرواتية التي وصلت لتوها من بوغوينو وأوسكوبلي بعد تعرضها لهجوم بالقرب من زلوسيلا. ومع ذلك فشل جيش يوغوسلافيا الشعبي في تحقيق اختراق حتى مع نشر خمس طائرات مروحية هجومية لدعم تقدمها نحو زلوسيلا وكوبريشكا فراتا في الساعة 1:30 مساء.
تم إعادة انتشار القوات المهاجمة نحو كوبريشكا فراتا في اليوم التالي للمساعدة في التقدم نحو زلوسيلا. في كوبريس نفسها قام الكروات البوسنيون بتأمين الجزء الغربي من المدينة بالإضافة إلى غورني مالوفان. بغض النظر لم يتم تداول أي منطقة كبيرة. على الرغم من أن الفيلق التاسع (كنين) أرسل عشر دبابات إلى كوبريس من سرية الدبابات التاسعة بقيادة العقيد سلافكو ليسيتشا إلا أن أربعة منهم فقط وصلوا إلى كوبريس حيث دمرت ست دبابات على طول الطريق. في بلدة كوبريس نفسها تم تعزيز كروات البوسنة والهرسك بوصول كتيبة زرينسكي من الجيش الكرواتي. فقد الفيلق 30 الاتصال بقوات جيش يوغوسلافيا الشعبي (الكتيبة الأولى من اللواء التاسع عشر) في كوبريس في الساعة 1:00 مساء.

### 6 أبريل
في فجر يوم 6 أبريل شن جيش يوغوسلافيا الشعبي هجوما جديدا على كوبريس وكوبريشكا فراتا تاركا الجزء الأكبر من اللواء 13 في الاحتياط وتوظيف بقية القوة في الهضبة. تم استخدام المدفعية بشكل مكثف لدرجة أن الفيلق الثلاثين اضطر إلى طلب إعادة إمداد مخزونه المستنفد. كان الجزء الأكثر فاعلية في التقدم هو سرية الدبابات التاسعة التي تقدمت بسرعة عبر المواقع الدفاعية وتجاوزت زلوسيلا ووصلت إلى أولوفو. على النقيض من ذلك فإن قيادة الدفاع الإقليمي في كوبريس الكرواتية كانت غارقة في تعقيد الموقف ولم تتمكن من تتبع الوحدات التي كانت تحت تصرفها حتى أنها فقدت مسار الوحدات فعليا بالقرب من مركز القيادة.
عزز جيش يوغوسلافيا الشعبي موقعه في هضبة كوبريس من خلال الأمر بإعادة انتشار الكتيبة المدرعة التاسعة من الفيلق التاسع (كنين) في المنطقة. كما أنشأت المجموعة العملياتية 11 التي كان من المقرر أن تتولى العملية في 7 أبريل عندما تم تمديد منطقة المسؤولية للفيلق التاسع إلى المنطقة. في الوقت نفسه تم تنظيم الأصول المدرعة والميكانيكية للقوة في المجموعة التكتيكية 1 بقيادة ليسيتشا. بحلول نهاية اليوم كان احتياطي الفيلق ملتزما بالمعركة وادعى جيش يوغوسلافيا الشعبي أنه استولى على زلوسيلا وأولوفو وعثمانلي وكذلك الوصول إلى ضواحي كوبريس. استولى كروات البوسنة والهرسك على مركز كوبريس وأدخلوا الكتيبة الأولى من اللواء التاسع عشر في موقف صعب فقط ليبدأوا الانسحاب باتجاه توميسلافغراد بعد أن وصلت قوة جيش يوغوسلافيا الشعبي الرئيسية إلى المدينة في ليلة 6/7 أبريل. وبالمثل بدأ كروات البوسنة والهرسك في الانسحاب من كوبريشكا فراتا.

### 7 أبريل
في 7 أبريل وصل الجزء الأكبر من الكتيبة المدرعة التاسعة إلى ساحة المعركة مضيفا 17 دبابة تي-55 وثمانية ناقلات من طراز إم60 وخمس قاذفات من طراز BVP M-80. دخلت الوحدة كوبريس في وقت متأخر من بعد الظهر تلتها كتيبتان من اللواء 13. قامت كتيبة من اللواء الحادي عشر الآلي بعمليات تمشيط في منطقة زلوسيلا. كان جزء من قوة كروات البوسنة والهرسك يتراجع في حالة من الفوضى بينما كان جزء من القوة محاصرا في كوبريس وزلوسيلا في محاولة للانفصال. في المساء مع اكتمال تطهير منطقة أولوفو وعثمانلي أمرت المجموعة العملياتية 11 بشن هجمات ضد غورني مالوفان ودوني مالوفان. في اليوم التالي تلقت المجموعة التكتيكية 1 إشادة من قائد الفيلق التاسع (كنين) اللواء راتكو ملاديتش.

### العمليات النهائية
بعد أن استولت على كوبريس اتجهت المجموعة العملياتية 11 جنوبا في اتجاه غورني مالوفان ودوني مالوفان وزويكا. وصل الهجوم بقيادة الكتيبة المدرعة التاسعة إلى غورني مالوفان في 10 أبريل في اليوم الذي قُتل فيه روبرت زادرو. استمر القتال حول كوبريس حتى 11 أبريل. انسحبت معظم قوات كروات البوسنة والهرسك التي أعيد تنظيمها رسميا باسم مجلس الدفاع الكرواتي في 8 أبريل من هضبة كوبريس باتجاه شويتشا بينما أُجبر جزء صغير من القوات على التراجع عبر جبل سينكار باتجاه ليفنو.

## فيما بعد

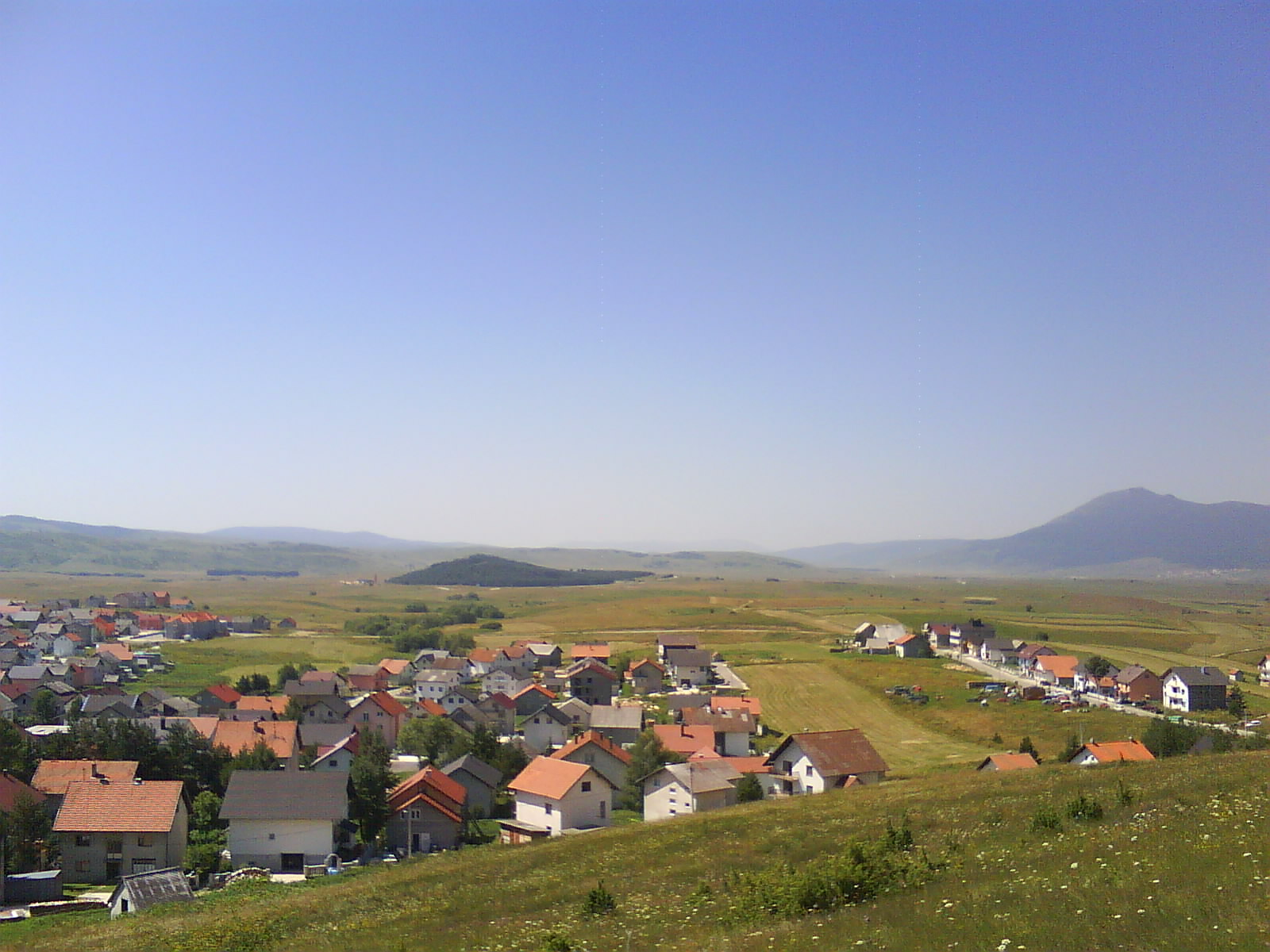
كوبريس وجزء من الهضبة في عام 2009.

تختلف المصادر حول عدد ضحايا كروات البوسنة والهرسك والجيش الكرواتي. تم الإبلاغ عن عددهم 160 أو 177 قتيلا. تكبد صرب البوسنة و جيش يوغوسلافيا الشعبي خسائر بلغت 85 قتيلا و 154 أسير حرب. استولى جيش يوغوسلافيا الشعبي أيضا على 23 جنديا من كروات البوسنة والهرسك. وبحسب ما ورد تشمل الأرقام مقتل 19 مدنيا من كل جانب. على الرغم من أن وسائل الإعلام الصربية ذكرت في البداية أن قريتي غورني مالوفان ودوني مالوفان قد أحرقت وسويت بالأرض فقد ثبت أن المعلومات غير صحيحة فقد تعرضت المستوطنات لأضرار طفيفة نسبيا. على العكس من ذلك تم نهب وإحراق القرى التي يسكنها الكروات أو البوشناق. تعرضت زلوسيلا لأضرار جسيمة كانت مدرسة القرية هي الهيكل الوحيد الذي بقي سقفا في مكانه.
كانت القيادة والتنسيق لقوات كروات البوسنة والهرسك سيئة بشكل خاص طوال المعركة. وصل الجنرال في الجيش الكرواتي يانكو بوبيتكو إلى توميسلافغراد في 11 أبريل ليجد أن فرقة من لواء المشاة 126 من الجيش الكرواتي المنتشرة في شويتشا قد تركت مواقعها بموافقتها. وأعقبت هذه الخطوة الاستعدادات لإجلاء دويكا توقعا لتقدم جيش يوغوسلافيا الشعبي جنوبا من كوبريس. تمكن بوبيتكو من إعادة اللواء 126 إلى شويتشا لإقناعهم بالدفاع عن المدينة بين عشية وضحاها للدفاع عن المنطقة بأكملها. ليس من الواضح ما إذا كانت المجموعة العملياتية 11 تنوي مواصلة تقدمها نحو شويتشا. بعد معركة كوبريس بوقت قصير تم نقل جزء من الكتيبة المدرعة التاسعة إلى غلاموش لدعم هجوم الصرب البوسنيين على ليفنو هناك. استقرت خطوط السيطرة ولم تتغير في المنطقة لأكثر من عامين حتى معركة كوبريس 1994. بحلول منتصف مايو 1992 سيطرت القوات الصربية البوسنية على حوالي 60 بالمائة من البوسنة والهرسك.

### تهم جرائم الحرب
في عام 2012 اتهمت سلطات جمهورية صرب البوسنة سبعة مسؤولين كرواتيين وضباط في مجلس الدفاع الكرواتي بقتل 19 مدنيا صربيا و 20 فردا من صرب البوسنة في منطقة كوبريس في عام 1992. وتتعلق التهم أيضا بإساءة معاملة 18 من أسرى الحرب الذين تم أسرهم في معركة كوبريس. في عام 2013 اتهمت السلطات الكرواتية في شيبينيك 21 عضوا سابقا في جيش يوغوسلافيا الشعبي بإساءة معاملة 23 أسير حرب من مجلس الدفاع الكرواتي. وتشير التهم إلى أن السجناء اعتُقلوا وسوء المعاملة في سجن كنين بين 24 أبريل و 14 مايو. وزُعم أن الانتهاكات تسببت في وفاة اثنين من السجناء وإصابة ثلاثة آخرين بجروح خطيرة.